# Château Desmirail
Koordinaten: 45° 1′ 42,6″ N, 0° 39′ 14,3″ W

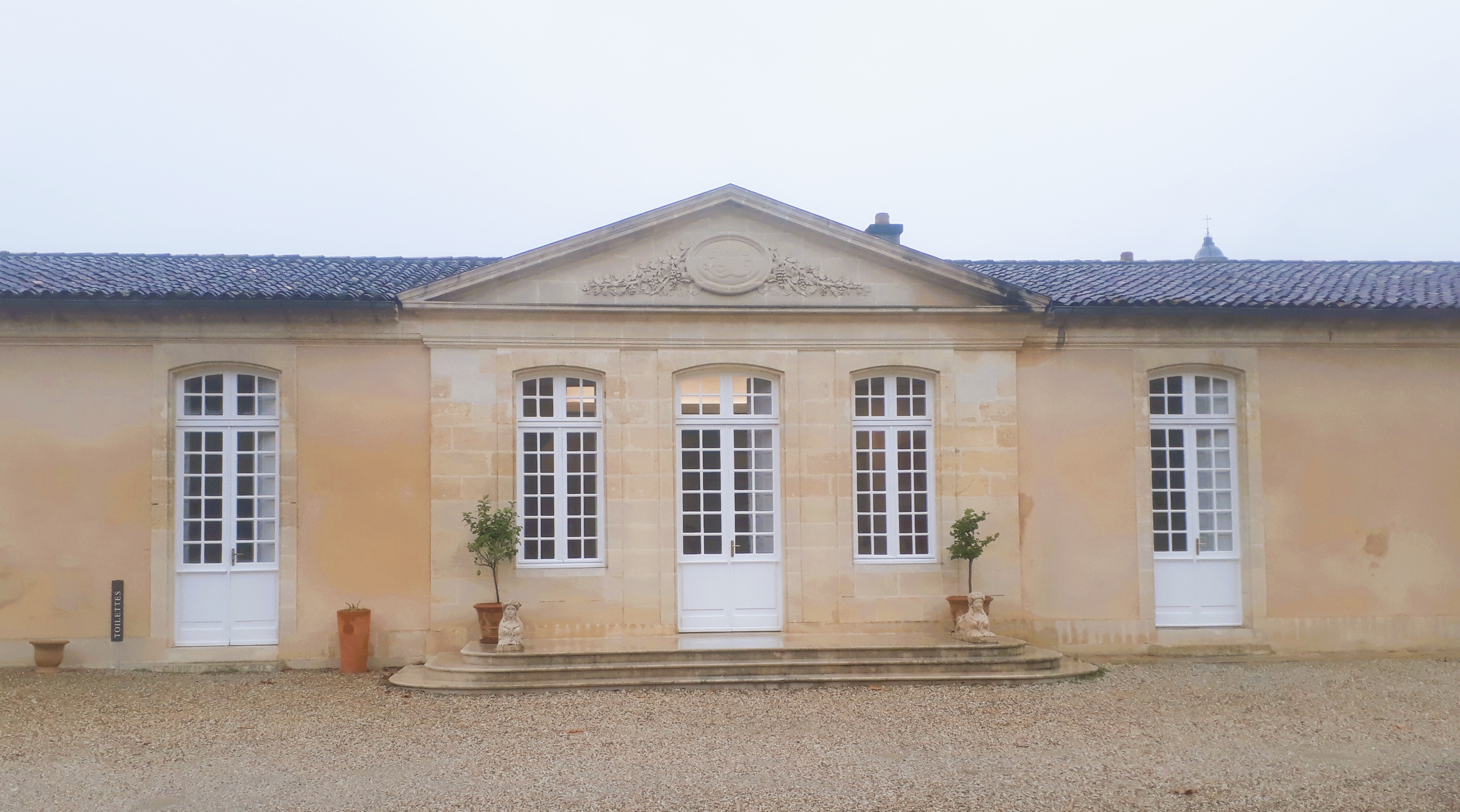
Château Desmirail im November 2023

Château Desmirail ist ein bekanntes französisches Weingut. Es zählt zu den weniger als 70 Grand-Cru-Classé-Gütern und wurde in der Klassifikation von 1855 als Troisième Cru Classé eingeordnet. Es liegt in der Gemeinde Margaux im Gebiet von Bordeaux. Das Gut umfasst eine Größe von 66 Hektar, wovon 45 ha mit Reben bestockt sind.
Das Durchschnittsalter der Reben liegt bei 25 Jahren. Die Bestockung ist klassisch mit den Rebsorten Cabernet Sauvignon (60 %), Merlot (39 %) und Cabernet Franc (1 %). Die Wein reifen 12 Monate in Barriques, die jährlich zu 35 Prozent erneuert werden. Jährlich werden ca. 70.000 Flaschen vermarktet.
Das Weingut verfügt über einen Zweitwein mit dem Namen Initial de Desmirail. Château Desmirail wird vom Önologen Jacques Boissenot sowie dessen Sohn Eric begleitet und beraten.

## Geschichte
Im Jahr 1661 erwarb Pierre des Mesures de Rausan, ein bedeutender Händler der Region, ein Weingut von der Familie de Gassies. Dieses Weingut war der Ursprung der heute bekannten Château Rauzan-Gassies, Château Rauzan-Ségla, Château Desmirail und Château Marquis de Terme. Mesures de Rausan war auch Pächter von Château Margaux (seit 1661) und Château Latour (seit 1679). Ein Teil des Besitzes von Desmirail stammt aus der Mitgift von Mademoiselle Rauzan de Ribail, die diese in die Ehe mit dem Advokaten Jean Desmirail einbrachte. Danach gab es häufig wechselnde Besitzer mit der Familie Sipierre, die die Rebflächen neu anlegte, sowie Robert von Mendelssohn, einem Neffen des berühmten Komponisten Felix Mendelssohn Bartholdy und Enkel des Weinkaufmanns Pierre Biarnez.
Während des Ersten Weltkriegs wurde Robert von Mendelssohn als deutscher Staatsbürger enteignet. Nach Kriegsende folgten die Zerstückelung des Gutes und die Versteigerung der einzelnen Rebflächen, und die Marke Château Desmirail verschwand. Lucien Lurton fügte ab dem Jahre 1970 die Parzellen wieder mühsam zusammen und konnte 1981 den ersten neuen Jahrgang des alten Weingutes präsentieren. Im Jahr 1992 übergab er die Leitung des Gutes an seinen Sohn Denis Lurton.